# ضفدع بويبلا
ضفدع بويبلا (الاسم العلمي: Rana pueblae) (بالإنجليزية: Puebla frog)‏ هو نوع من الحيوانات يتبع جنس الضفدع الحقيقي من فصيلة الضفادع الحقيقية.